# Zack Greinke
Donald Zackary "Zack" Greinke (21 de octubre de 1983) es un lanzador estadounidense de béisbol profesional que actualmente  juega para los Kansas City Royals de las Grandes Ligas. Anteriormente jugó con los Milwaukee Brewers, Los Angeles Angels of Anaheim, Los Angeles Dodgers, Arizona Diamondbacks y los Houston Astros.
Los Reales de Kansas City seleccionaron a Greinke en el draft de 2002 y debutó en Grandes Ligas en 2004. Luego de batallar con problemas de ansiedad y depresión entre 2005 y 2006, retornó al equipo en 2007, y para 2008 se convirtió en uno de los mejores lanzadores de la liga. En 2009 lideró las Grandes Ligas en promedio de carreras limpias (efectividad) y ganó el Premio Cy Young de la Liga Americana. Para la temporada 2013 ganó un Bate de Plata en la posición de lanzador, mientras que fue galardonado por su defensiva con el Guante de Oro entre 2014 y 2018, lo que lo convierte en uno de los lanzadores más completos del juego.

## Carrera profesional

### Kansas City Royals
Greinke fue seleccionado en la primera ronda del draft de 2002 por los Reales de Kansas City. Fue nombrado como el lanzador del año 2003 en las ligas menores de la organización, y para 2004 fue promovido al equipo Omaha Royals de la Liga de la Costa del Pacífico de Clase AAA.

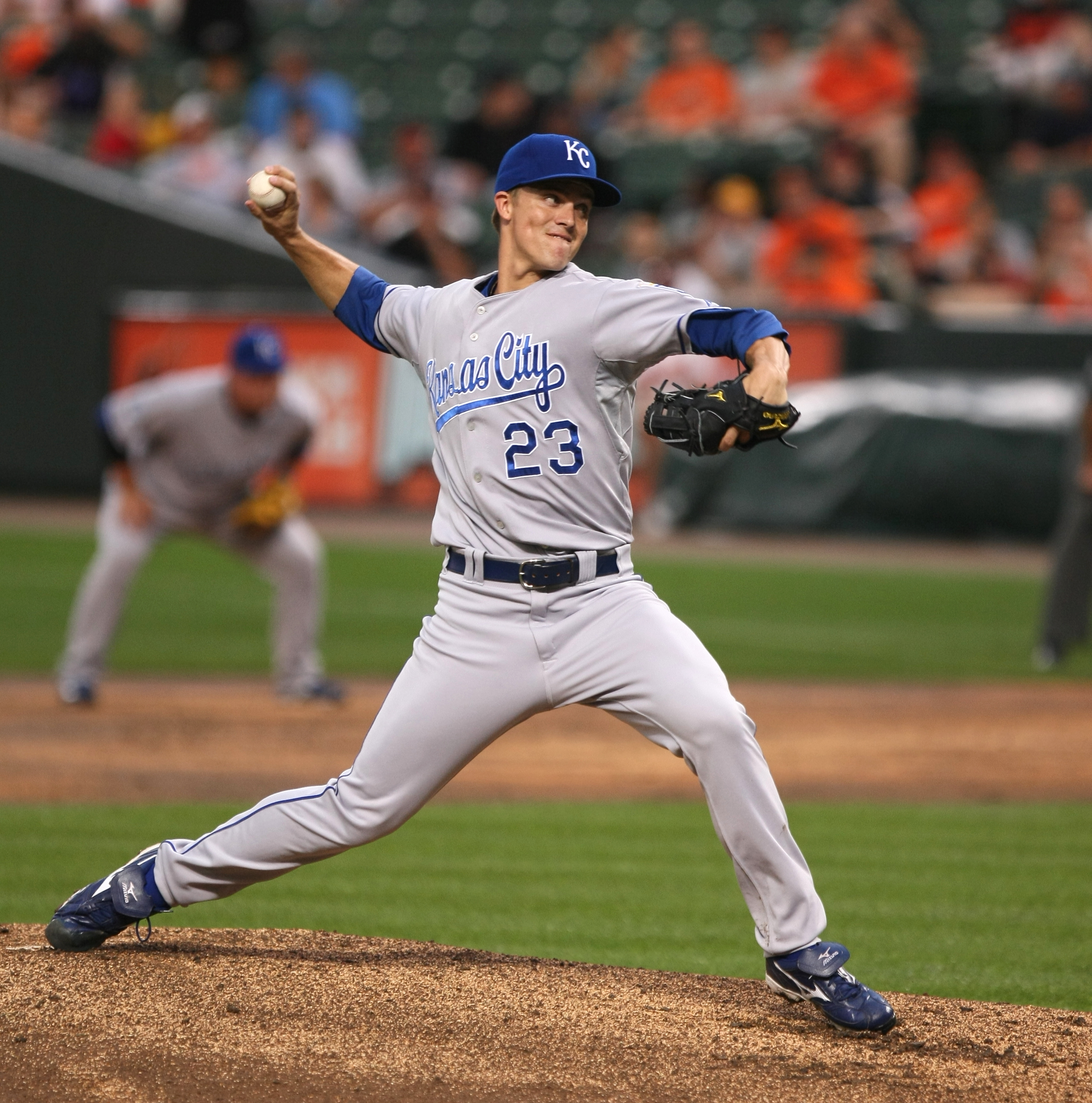
Greinke lanzando para los Reales de Kansa City en 2009.

Debutó en Grandes Ligas el 22 de mayo de 2004, permitiendo dos carreras en cinco entradas lanzadas aante los Atléticos de Oakland. Ganó su primer juego el 8 de junio, lanzando siete entradas en blanco ante los Expos de Montreal. Durante los entrenamientos primaverales de 2006, fue diagnosticado con trastorno de ansiedad social y depresión, una conducta que había mostrado en su estancia con el equipo. Fue colocado en la lista de lesionados de 60 días por razones psicológicas y se tomó un tiempo fuera del béisbol mientras recibía tratamiento.
En 2007, Greinke retornó a la rotación abridora de los Reales al inicio de temporada, pero en mayo fue asignado al cuerpo de relevistas. En 2008 regresó a la rotación y registró 3.47 de efectividad, la mejor para un abridor de los Reales en 11 años. El 26 de enero de 2009, firmó una extensión de contrato por cuatro años y $38 millones.
Greinke finalizó la temporada 2008 sin permitir carreras en sus últimas 15 entradas, y al iniciar la temporada 2009 no permitió carreras en sus primeras 24 entradas, sumando un total de 39 entradas consecutivas en blanco. Fue nombrado el lanzador del mes de abril de la Liga Americana, registrando cinco victorias, 0.50 de efectividad y 44 ponches. El 25 de agosto ponchó a 15 bateadores, superando la marca del equipo de más ponches en un solo juego implantada por Mark Gubicza. Finalizó la temporada 2009 con marca de 16-8 y 2.16 de efectividad, la mejor de toda la liga. El 17 de noviembre fue premiado con el Premio Cy Young de la Liga Americana.

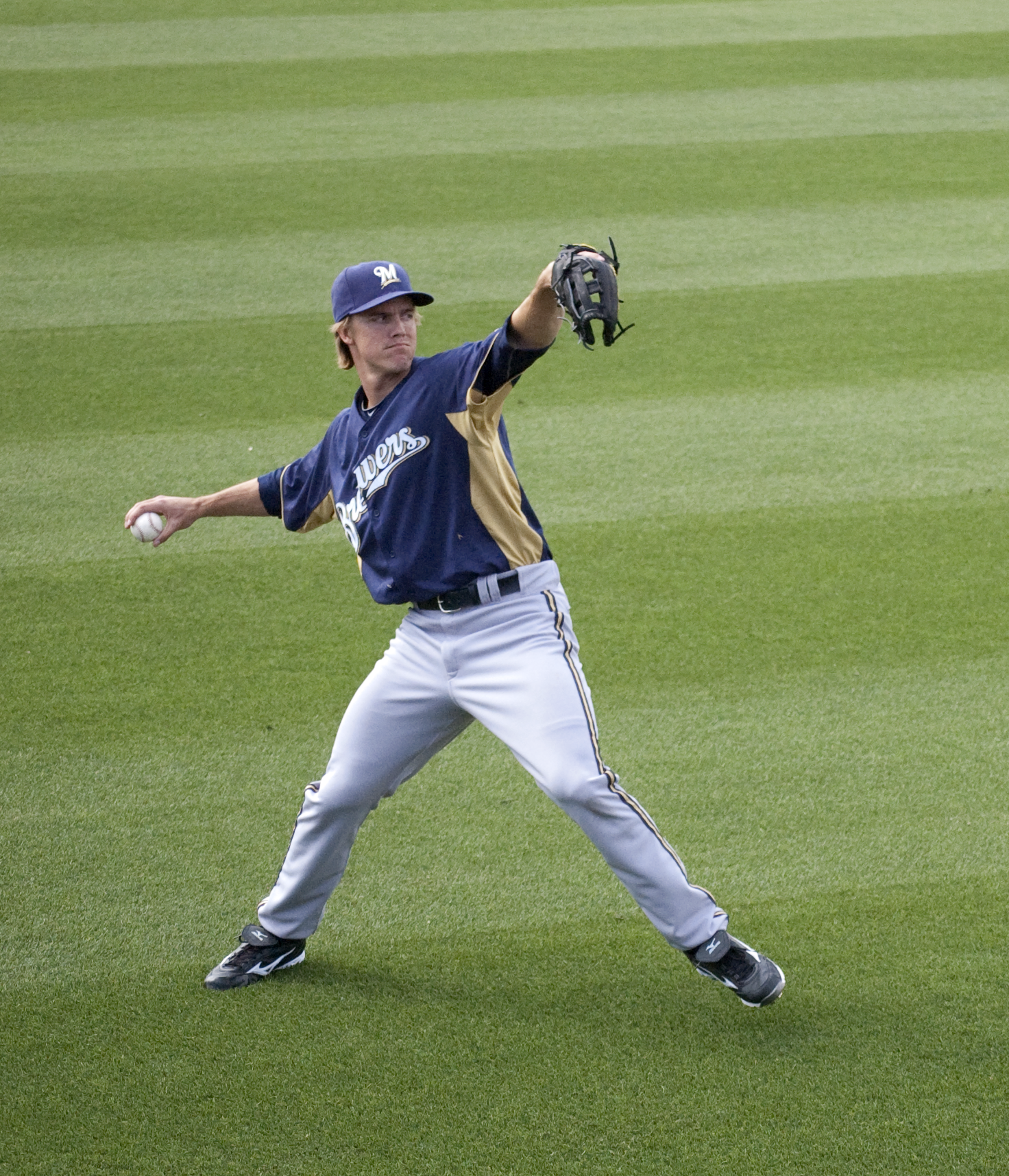
Greinke con los Cerveceros de Milwaukee en 2011.

### Milwaukee Brewers
El 17 de diciembre de 2010, Greinke solicitó ser transferido alegando falta de motivación para jugar con un equipo en reconstrucción como los Reales. El 19 de diciembre fue transferido a los Cerveceros de Milwaukee junto a Yuniesky Betancourt y $2 millones, a cambio de los prospectos Alcides Escobar, Lorenzo Cain, Jeremy Jeffress y Jake Odorizzi.
En febrero de 2011, Greinke se fracturó una costilla, por lo que inició la temporada en la lista de lesionados. Debutó con los Cerveceros el 4 de mayo de 2011 en el segundo juego de una doble cartelera. Finalizó la temporada con marca de 16-6, 3.83 de efectividad y 201 ponches en 171 entradas lanzadas.
En la temporada 2012, Greinke se convirtió en el primer lanzador en iniciar tres juegos de forma consecutiva desde hace 95 años. El 7 de julio fue expulsado luego de solo cuatro lanzamientos por conducta antideportiva. El siguiente día inició el juego pero lanzó solo hasta la tercera entrada. Luego de la pausa del Juego de Estrellas, Greinke inició nuevamente por los Cerveceros el 13 de julio. Nunca perdió un juego en el Miller Park, el estadio de los Cerveceros, mientras fue parte de dicho equipo.

### Los Angeles Angels of Anaheim
A pesar de su éxito con los Cerveceros, Greinke fue transferido a los Angelinos de Los Ángeles de Anaheim el 27 de julio de 2012, a cambio del prospecto Jean Segura y los lanzadores Ariel Peña y Johnny Hellweg. Greinke debutó con los Angelinos el 29 de julio. Greinke se convirtió en el primer lanzador desde 1920 en registrar 13 ponches en cinco entradas o menos, en un juego ante los Marineros de Seattle el 25 de septiembre. Finalizó la temporada con marca de 6-2 y 3.53 de efectividad en 13 aperturas con los Angelinos.

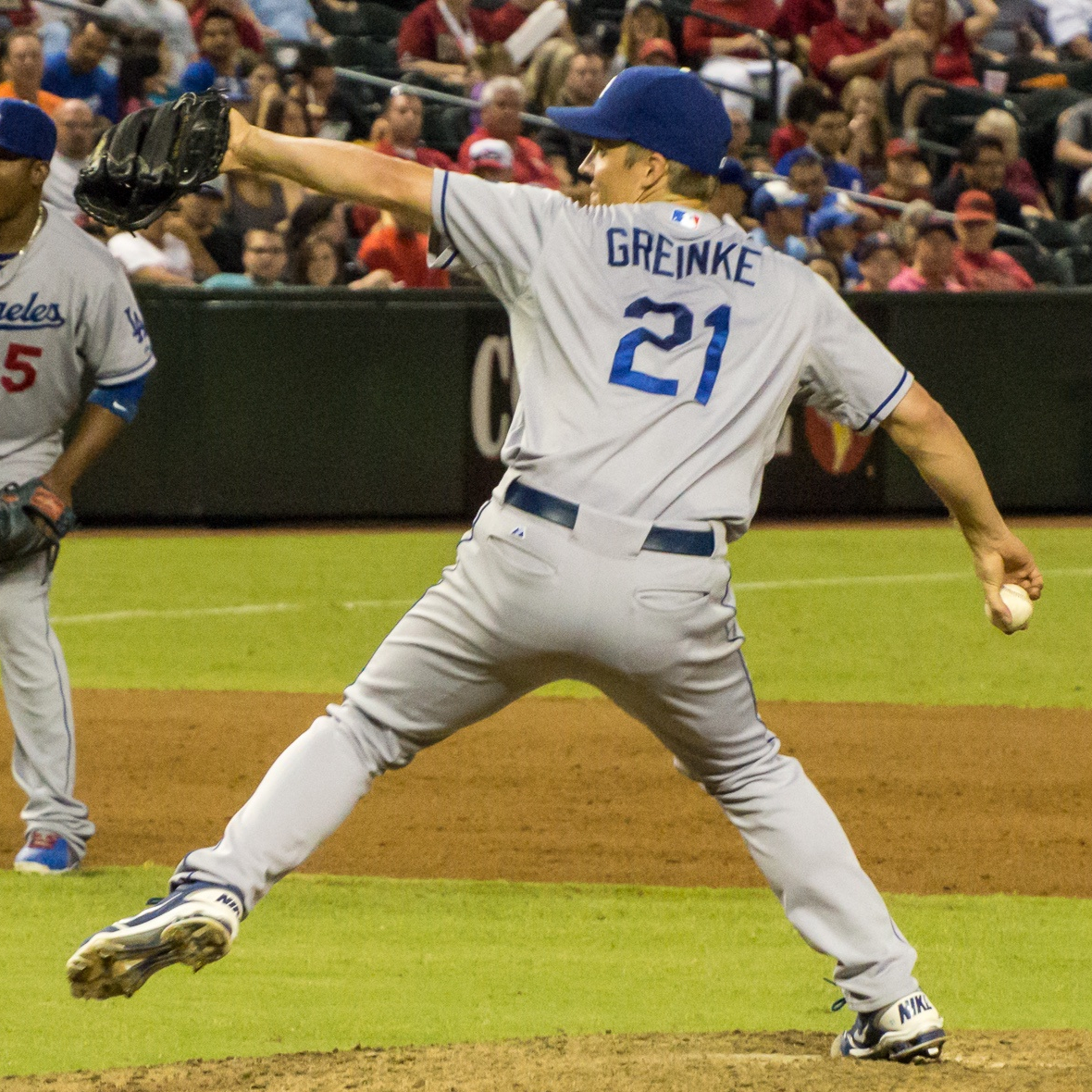
Greinke lanzando para los Dodgers de Los Ángeles en 2013.

### Los Angeles Dodgers
El 8 de diciembre de 2012, Greinke llegó a un acuerdo con los Dodgers de Los Angeles por seis años y $147 millones, el contrato más grande para un lanzador derecho a la fecha. El 11 de abril de 2013, Greinke se fracturó la clavícula izquierda en una riña con Carlos Quentin de los Padres de San Diego. Se sometió a una cirugía el 13 de abril y retornó a los Dodgers el 15 de mayo.
Greinke obtuvo su victoria 100 el 5 de agosto de 2013, ante los Cardenales de San Luis. Registró marca de 5-0 y 1.23 de efectividad durante el mes de agosto, por lo que fue nombrado el lanzador del mes de la Liga Nacional. Culminó la temporada con marca de 15-4 y 2.63 de efectividad en 28 aperturas. También bateó para promedio de .328, el más alto para un lanzador de los Dodgers desde Orel Hershiser en 1993, por lo que fue premiado con el Bate de Plata como el mejor lanzador al bate de la Liga Nacional.
Inició la temporada 2014 estableciendo un récord de Grandes Ligas con 22 aperturas consecutivas (desde julio de 2013) permitiendo dos o menos carreras limpias. Fue seleccionado al Juego de Estrellas, y terminó la temporada con marca de 17-8 y 2.71 de efectividad en 32 aperturas. Ganó el Guante de Oro como el mejor lanzador defensivo de la Liga Nacional.
En 2014, Greinke fue designado como el lanzador abridor de la Liga Nacional en el Juego de Estrellas. Para ese entonces, registraba marca de 7-2 con la mejor efectividad de la liga, 1.48, y 35 2⁄3 entradas consecutivas sin permitir carreras. Dicha racha sin permitir carreras finalizó el 26 de julio ante los Mets de New York. Culminó la temporada con récord de 19-3, 200 ponches y la mejor efectividad de las Grandes Ligas, 1.66.
Greinke lanzó en dos juegos de la Serie Divisional ante los Mets de New York. Permitió cinco carreras en 13 2⁄3 entradas y cargó con la derrota en el quinto y decisivo juego de la serie. Al concluir la serie, optó por no culminar las últimos tres años de su contrato con los Dodgers y convertirse en agente libre.
Al finalizar la temporada, Greinke fue premiado con su segundo Guante de Oro, y culminó segundo en la votación al Premio Cy Young detrás de Jake Arrieta.

### Arizona Diamondbacks
El 8 de diciembre de 2015, Greinke firmó un contrato con los Diamondbacks de Arizona por seis años y $206.5 millones. Fue designado por el mánager Chip Hale como el lanzador abridor del Día Inaugural de la temporada 2016, en el cual permitió siete carreras en apenas cuatro entradas, incluyendo dos jonrones del campocorto novato Trevor Story. El 24 de agosto de 2016, registró el ponche 2,000 de su carrera en la victoria 10-9 sobre los Bravos de Atlanta.
En 2017, fue convocado para su cuarto Juego de Estrellas. Finalizó la temporada con marca de 17-7, 3.20 de efectividad y 215 ponches en 32 aperturas, y fue premiado con el Guante de Oro por cuarta temporada consecutiva.
En 2018, Greinke fue convocado a su quinto Juego de Estrellas. Terminó la temporada con marca de 15-11 y efectividad de 3.21 en 33 aperturas, e igualmente recibió el Guente de Oro por quinta temporada consecutiva.

### Houston Astros
El 31 de julio de 2019, los Diamondbacks cambiaron a Greinke a los Astros de Houston con consideraciones en efectivo a cambio de cuatro prospectos de ligas menores: Corbin Martin, J. B. Bukauskas, Seth Beer y Joshua Rojas. Los Diamondbacks también acordaron pagar $24 millones del salario restante de $77 millones de Greinke. Entre los dos equipos, en 2019 tuvo marca de 18-5 con efectividad de 2.93; en 33 aperturas y 208 2⁄3 entradas (sexto en las mayores) solo otorgó boletos a 30 bateadores (1.3 boletos por nueve entradas, la mejor proporción de su carrera y tercera mejor en las ligas mayores) y tuvo un WHIP de 0.982 (quinto mejor en las ligas mayores). Greinke bateó para .271 con tres jonrones y ocho carreras impulsadas con los Diamondbacks en 2019, lo que le valió el segundo Bate de Plata de su carrera.
En 2020, tuvo marca de 3-3 con una efectividad de 4.03 en 12 aperturas que abarcaron 67 entradas lanzadas, y fue segundo en la Liga Americana en boletos por nueve entradas (1.209) y cuarto en jonrones por nueve entradas (0.806).

## Estilo de lanzar
Greinke utiliza seis diferentes lanzamientos:
- Recta de cuatro costuras — 91 a 96 mph (146–154 km/h)
- Recta de dos costuras —  91 a 95 mph (146–153 km/h)
- Cutter — 88 a 91 mph (142–146 km/h)
- Slider — 83 a 87 mph (134–140 km/h)
- Curva — 68 a 77 mph (109–124 km/h)
- Cambio de velocidad —  87 a 90 mph (140–145 km/h)[32]

Greinke ha sido descrito como un "lanzador científico", y se prepara más ampliamente para cada apertura que la mayoría de lanzadores.